# 王江泾镇
王江泾镇是中华人民共和国浙江省嘉兴市秀洲区下辖的一个镇，南面毗邻嘉兴城区，北面毗邻江苏省吴江市盛泽镇。面积127平方公里，人口8.57万。京杭大运河和苏嘉乍高速公路纵贯该镇。
王江泾镇是位于江、浙两省交界处一个历史悠久的工商业市镇，一向以纺织业为主。近年来，大量的民间投资注入该镇，王江泾镇在中国领先实现了织造无梭化。

## 行政区划
王江泾镇下辖以下村级行政区划单位：
闻川社区、双桥社区、王江泾社区、荷花社区、虹阳社区、南汇社区、新桥社区、田乐社区、东风村、双桥村、腾云村、范滩村、古塘村、西雁村、东荷村、民主村、民和村、荷花村、北荷村、长虹村、太平村、洪典村、虹南村、虹阳村、阳城村、虹北村、华联村、红联村、莫家甸村、市泾村、廊下村、大坝村、田青村、双塔村、栋梁村、收藏村、宇泗浜村、金鱼桥村、沈家桥村、南汇村和田乐村。